# Châteauvieux-les-Fossés
Châteauvieux-les-Fossés ist eine französische Gemeinde mit 9 Einwohnern (Stand: 1. Januar 2022) im Département Doubs in der Region Bourgogne-Franche-Comté.

## Geographie
Châteauvieux-les-Fossés liegt auf 449 m über dem Meeresspiegel, sechs Kilometer südöstlich von Ornans und etwa 23 Kilometer südöstlich der Stadt Besançon (Luftlinie). Das Dorf erstreckt sich im Jura, auf einem Geländevorsprung westlich der Loue, rund 100 m über dem Talboden oberhalb von Vuillafans.
Die Fläche des 4,46 km² großen Gemeindegebiets umfasst einen stark reliefierten Abschnitt des französischen Juras. Zum Gebiet gehören die tief in das Plateau von Amancey eingeschnittenen Erosionstäler von Vergetolle und Raffenot, die sich bei Châteauvieux-les-Fossés vereinigen und sich kurz darauf zum Tal der Loue hin öffnen. Die steilen Hänge werden von verschiedenen Felsbändern durchzogen und an der Oberkante von Felswänden und Vorsprüngen einer widerstandsfähigen Kalkschicht gekrönt. Die Gemeindegrenze verläuft meist am Rand der Plateaus oberhalb dieses Felsbandes. Der Vorsprung von Châteauvieux steigt gegen Südosten bis zur Höhe von Champ Roy an, auf der mit 721 m die höchste Erhebung der Gemeinde erreicht wird.
Nachbargemeinden von Châteauvieux-les-Fossés sind Montgesoye im Norden, Vuillafans im Osten, Longeville im Süden sowie Chantrans im Westen.

## Geschichte
Die mittelalterliche Burg Châteauvieux wurde im 11. Jahrhundert von den Herren von Montgesoye erbaut und zum neuen Mittelpunkt ihrer Herrschaft bestimmt. Unter den Herren von Salins wurde Châteauvieux eine bedeutende Herrschaft im Loue-Tal, welche die Salzstraße von Besançon nach Pontarlier kontrollierte und oft in Streitigkeiten mit dem gegenüber liegenden Châteauneuf (Gemeinde Vuillafans) verwickelt war. Neben der Burg entwickelte sich im Lauf der Zeit der gleichnamige kleine Burgflecken. Zusammen mit der Franche-Comté gelangte Vuillafans mit dem Frieden von Nimwegen 1678 an Frankreich. Das Schloss gelangte mit der Französischen Revolution in Staatsbesitz und fiel 1807 einem Brand zum Opfer. Um Verwechslungen mit Gemeinden des gleichen Namens zu vermeiden, wurde Châteauvieux 1923 offiziell in Châteauvieux-les-Fossés umbenannt. Heute ist Châteauvieux-les-Fossés Mitglied des 24 Ortschaften umfassenden Gemeindeverbandes Communauté de communes du Pays d’Ornans.

## Sehenswürdigkeiten
Das ursprünglich aus dem 11. Jahrhundert stammende Schloss Châteauvieux wurde im 17. Jahrhundert umgestaltet, wobei die Befestigungen verstärkt wurden. Heute befindet sich das Châteauvieux, das nach dem Brand im 19. Jahrhundert wiederaufgebaut wurde, in Privatbesitz. Die Kapelle Notre-Dame-du-Haut-Ciel wurde 1770 erbaut.

## Bevölkerung
| Jahr                       | 1962 | 1968 | 1975 | 1982 | 1990 | 1999 | 2009 | 2016 |
| Einwohner                  | 18   | 15   | 14   | 14   | 9    | 11   | 10   | 13   |
| Quellen: Cassini und INSEE |      |      |      |      |      |      |      |      |

Mit 9 Einwohnern (1. Januar 2022) ist Châteauvieux-les-Fossés die zweitkleinste Gemeinde des Départements Doubs. Nachdem die Einwohnerzahl 1881 noch 88 Personen betrug, wurde seither ein markanter Bevölkerungsrückgang verzeichnet, der bis in die jüngste Zeit anhält.

## Wirtschaft und Infrastruktur
Châteauvieux-les-Fossés war bis weit ins 20. Jahrhundert hinein ein vorwiegend durch die Landwirtschaft (Ackerbau und Viehzucht) geprägtes Dorf. Noch heute leben die Bewohner zur Hauptsache von der Tätigkeit im ersten Sektor. Außerhalb des primären Sektors gibt es keine Arbeitsplätze im Dorf.
Die Ortschaft liegt abseits der größeren Durchgangsstraßen, ist aber von der Departementsstraße D67, die von Ornans nach Pontarlier führt, leicht erreichbar. Eine weitere Straßenverbindung besteht mit Longeville.